# Såsom i en spegel
Såsom i en spegel är en svensk dramafilm från 1961 regisserad av Ingmar Bergman. Den utspelar sig på en ö i skärgården och handlar om en författare, David (Gunnar Björnstrand), hans barn Karin (Harriet Andersson) och Minus (Lars Passgård) samt svärsonen Martin (Max von Sydow), som är läkare. Titeln är ett citat ur "Kärlekens lov", Första Korinthierbrevet 13 (1917 års bibelöversättning): "Nu se vi ju på ett dunkelt sätt, såsom i en spegel, men då skola vi se ansikte mot ansikte."

## Handling
Filmen skildrar en familj under tjugofyra intensiva timmar. Den självupptagne författaren och änklingen David återvänder efter en vistelse i Schweiz för att tillbringa en tid på en ö tillsammans med sina barn Karin och "Minus", samt svärsonen Martin. David är en i kommersiellt hänseende framgångsrik författare men önskar också bli erkänd av kritikerna. Dottern Karin, som just kommit hem från en vistelse på ett mentalsjukhus, är schizofren och tror sig höra röster från en vägg vilket, enligt henne, är ett tecken på Guds snara ankomst. Detta kammarspel bygger på rollpersonernas väldigt subjektiva tolkningar av det stundtals lugna skeende som tittarna åser. Mot slutet av filmen förvärras Karins sjukdom och hon möter slutligen Gud, även om det inte blir som hon tänkt sig.

## Om filmen
Filmen hade premiär den 16 oktober 1961 på biograferna Röda Kvarn i Stockholm och Fontänen i Vällingby. Filmen har visats vid ett flertal tillfällen i SVT, bland annat i oktober 2019.
Såsom i en spegel är den första i Bergmans trilogi om tro och följdes av Tystnaden och Nattvardsgästerna.

## Rollista
- Harriet Andersson – Karin

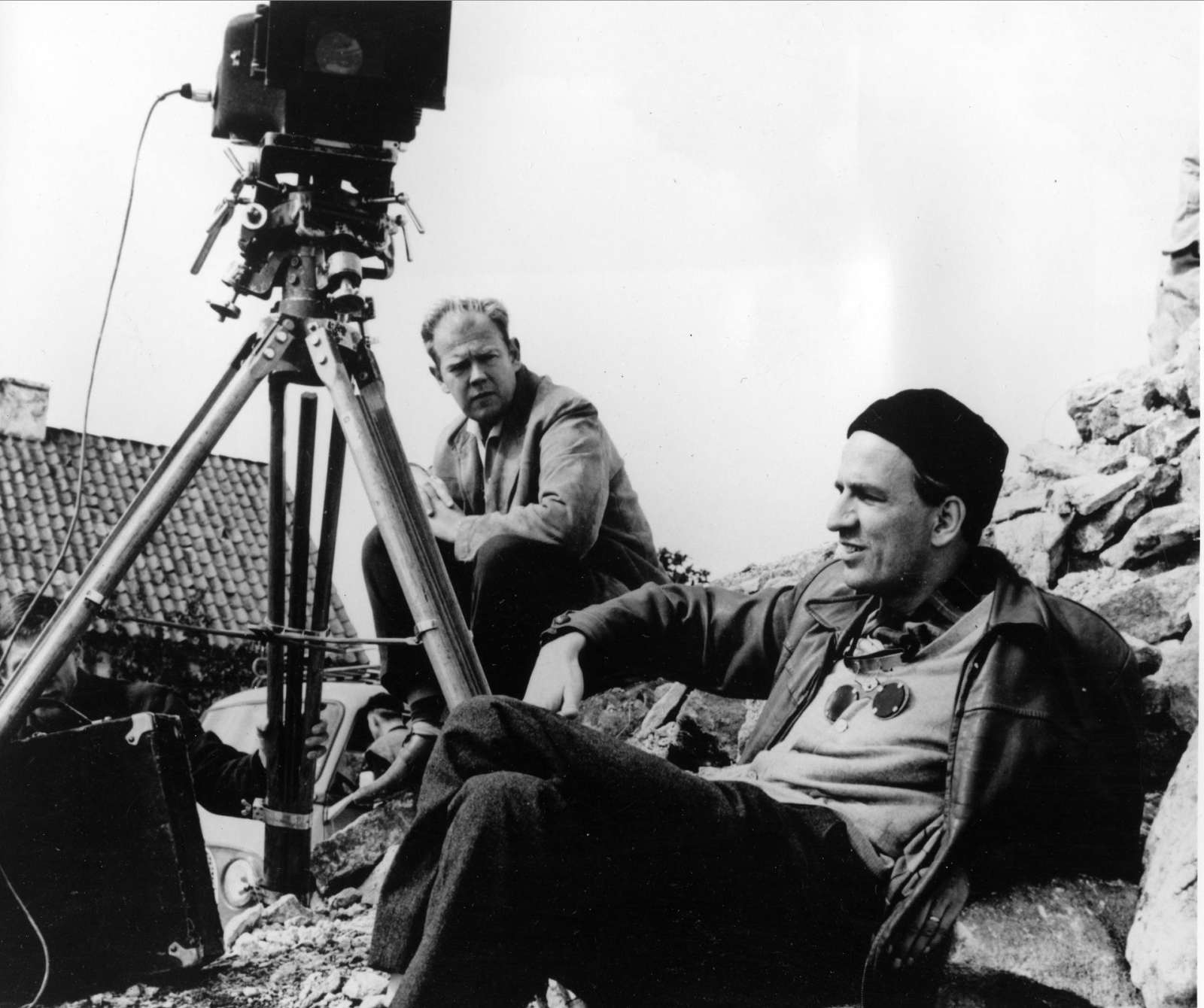
Sven Nykvist och Ingmar Bergman under inspelningen av Såsom i en spegel.

- Gunnar Björnstrand – David, författare, hennes far
- Max von Sydow – Martin, läkare, gift med Karin
- Lars Passgård – Fredrik alias Minus, Davids son

## Mottagande
Filmen belönades 1962 med en Oscar för Bästa utländska film och var även nominerad i kategorin Bästa originalmanus. Såsom i en spegel var också nominerad för Guldbjörnen vid Berlins internationella filmfestival år 1962.

## Musik i urval
- Svit nr 2, d-moll för violoncell solo, kompositör Johann Sebastian Bach